# Echipa națională de fotbal a Martinicăi
Echipa de fotbal a Martinicăi (franceză Équipe de la Martinique de football) reprezintă departamentul de peste mări Martinica în fotbalul internațional și este controlată de Ligue de Football de la Martinique. Nu este membră a FIFA ci doar a CONCACAF, având posibilitatea să ia parte la competițiile organizate de aceasta. Ultima competiție câștigată a fost Coupe de l'Outre-Mer, în 2010.

## Cupa de Aur
| An    | Rezultat         | Loc              | M                | V                | E*               | Î                | GM               | GÎ               |                  |
| ----- | ---------------- | ---------------- | ---------------- | ---------------- | ---------------- | ---------------- | ---------------- | ---------------- | ---------------- |
| 1991  | nu s-a calificat | nu s-a calificat | nu s-a calificat | nu s-a calificat | nu s-a calificat | nu s-a calificat | nu s-a calificat | nu s-a calificat |                  |
| 1993  | Prima rundă      | 8                | 3                | 0                | 1                | 2                | 3                | 14               |                  |
| 1996  | nu s-a calificat | nu s-a calificat | nu s-a calificat | nu s-a calificat | nu s-a calificat | nu s-a calificat | nu s-a calificat | nu s-a calificat | nu s-a calificat |
| 1998  | nu s-a calificat | nu s-a calificat | nu s-a calificat | nu s-a calificat | nu s-a calificat | nu s-a calificat | nu s-a calificat | nu s-a calificat | nu s-a calificat |
| 2000  | nu s-a calificat | nu s-a calificat | nu s-a calificat | nu s-a calificat | nu s-a calificat | nu s-a calificat | nu s-a calificat | nu s-a calificat | nu s-a calificat |
| 2002  | Sferturi         | 6                | 3                | 1                | 1                | 1                | 2                | 3                |                  |
| 2003  | Prima rundă      | 12               | 2                | 0                | 0                | 2                | 0                | 3                |                  |
| 2005  | nu s-a calificat | nu s-a calificat | nu s-a calificat | nu s-a calificat | nu s-a calificat | nu s-a calificat | nu s-a calificat | nu s-a calificat | nu s-a calificat |
| 2007  | nu s-a calificat | nu s-a calificat | nu s-a calificat | nu s-a calificat | nu s-a calificat | nu s-a calificat | nu s-a calificat | nu s-a calificat | nu s-a calificat |
| 2009  | nu s-a calificat | nu s-a calificat | nu s-a calificat | nu s-a calificat | nu s-a calificat | nu s-a calificat | nu s-a calificat | nu s-a calificat | nu s-a calificat |
| 2011  | nu s-a calificat | nu s-a calificat | nu s-a calificat | nu s-a calificat | nu s-a calificat | nu s-a calificat | nu s-a calificat | nu s-a calificat |                  |
| Total | 3/10             | 0 titluri        | 8                | 1                | 2                | 5                | 5                | 20               |                  |

## Cupa Caraibelor
| An    | Rezultat         | Loc              | M                | V                | E*               | Î                | GM               | GÎ               |
| ----- | ---------------- | ---------------- | ---------------- | ---------------- | ---------------- | ---------------- | ---------------- | ---------------- |
| 1989  | nu s-a calificat | nu s-a calificat | nu s-a calificat | nu s-a calificat | nu s-a calificat | nu s-a calificat | nu s-a calificat | nu s-a calificat |
| 1991  | Prima rundă      | 5                | 3                | 1                | 1                | 1                | 4                | 2                |
| 1992  | locul trei       | 3                | 5                | 2                | 1                | 2                | 10               | 6                |
| 1993  | Campioni         | 1                | 5                | 3                | 2                | 0                | 8                | 3                |
| 1994  | locul doi        | 2                | 5                | 3                | 1                | 1                | 12               | 10               |
| 1995  | nu s-a calificat | nu s-a calificat | nu s-a calificat | nu s-a calificat | nu s-a calificat | nu s-a calificat | nu s-a calificat | nu s-a calificat |
| 1996  | locul trei       | 3                | 5                | 2                | 1                | 2                | 6                | 4                |
| 1997  | Prima rundă      | 5                | 2                | 1                | 0                | 1                | 2                | 3                |
| 1998  | Prima rundă      | 5                | 3                | 1                | 0                | 2                | 7                | 8                |
| 1999  | nu s-a calificat | nu s-a calificat | nu s-a calificat | nu s-a calificat | nu s-a calificat | nu s-a calificat | nu s-a calificat | nu s-a calificat |
| 2001  | locul trei       | 3                | 5                | 3                | 0                | 2                | 6                | 8                |
| 2005  | Prima rundă      | —                | 4                | 1                | 2                | 1                | 5                | 3                |
| 2007  | Prima rundă      | 6                | 3                | 1                | 0                | 2                | 4                | 8                |
| 2008  | nu s-a calificat | nu s-a calificat | nu s-a calificat | nu s-a calificat | nu s-a calificat | nu s-a calificat | nu s-a calificat | nu s-a calificat |
| 2010  | Prima rundă      | 7                | 3                | 0                | 1                | 2                | 1                | 3                |
| Total | 12/15            | 1 titlu          | 43               | 18               | 9                | 16               | 65               | 58               |

## Coupe de l'Outre-Mer
| An    | Rezultat  | Loc     | M | V | E* | Î | GM | GÎ |
| ----- | --------- | ------- | - | - | -- | - | -- | -- |
| 2008  | Finaliști | 2       | 4 | 2 | 1  | 1 | 3  | 2  |
| 2010  | Campioni  | 1       | 4 | 2 | 1  | 1 | 8  | 3  |
| Total | 2/2       | 1 titlu | 8 | 4 | 2  | 2 | 11 | 5  |

## Campionatul CFU
| An    | Rezultat         | Loc              | M                | V                | E*               | Î                | GM               | GÎ               |                  |
| ----- | ---------------- | ---------------- | ---------------- | ---------------- | ---------------- | ---------------- | ---------------- | ---------------- | ---------------- |
| 1978  | nu s-a calificat | nu s-a calificat | nu s-a calificat | nu s-a calificat | nu s-a calificat | nu s-a calificat | nu s-a calificat | nu s-a calificat | nu s-a calificat |
| 1979  | nu s-a calificat | nu s-a calificat | nu s-a calificat | nu s-a calificat | nu s-a calificat | nu s-a calificat | nu s-a calificat | nu s-a calificat | nu s-a calificat |
| 1981  | nu s-a calificat | nu s-a calificat | nu s-a calificat | nu s-a calificat | nu s-a calificat | nu s-a calificat | nu s-a calificat | nu s-a calificat | nu s-a calificat |
| 1983  | Campioni         | 1                | 3                | 2                | 1                | 0                | 5                | 1                |                  |
| 1985  | Campioni         | 1                | 3                | 2                | 1                | 0                | 5                | 2                |                  |
| 1988  | Finaliști        | 2                | –                | –                | –                | –                | –                | –                |                  |
| Total | 3/6              | 2 titluri        | 6                | 4                | 2                | 0                | 10               | 3                |                  |

## Lot
| 1  | P | David Francillette    |                                | –  | –  | Samaritaine       |  |  |
| 24 | P | Eddy Heurlie          | 27 decembrie 1977 (47 de ani)  | 45 | 0  | Bélimois          |  |  |
|    |   |                       |                                |    |    |                   |  |  |
| 3  | F | Sébastien Crétinoir   | 12 februarie 1986 (39 de ani)  | 9  | 0  | Club Colonial     |  |  |
| 4  | F | Daniel Hérelle        | 17 octombrie 1988 (36 de ani)  | 24 | 0  | Club Colonial     |  |  |
| 6  | F | Johan Deluge          | 18 februarie 1987 (38 de ani)  | 22 | 0  | Emulation         |  |  |
| 11 | F | Ludovic Clément       | 5 decembrie 1976 (48 de ani)   | 8  | 1  | liber de contract |  |  |
| 12 | F | Stéphane Suédile      | 14 aprilie 1983 (41 de ani)    | 25 | 0  | Club Franciscain  |  |  |
| 13 | F | Frantz-Manuel Vulcain |                                | 0  | 0  | Aiglon            |  |  |
|    |   |                       |                                |    |    |                   |  |  |
| 7  | M | Steeve Gustan         | 26 ianuarie 1985 (40 de ani)   | 23 | 1  | Club Franciscain  |  |  |
| 8  | M | Rodrigue Audel        | 15 septembrie 1985 (39 de ani) | 18 | 2  | Diamantinoise     |  |  |
| 14 | M | Fabrice Reuperné      | 18 septembrie 1975 (49 de ani) | 14 | 1  | Golden Star       |  |  |
| 15 | M | Rodrigue César        | 14 aprilie 1988 (36 de ani)    | 3  | 0  | Istres            |  |  |
| 18 | M | Gaëtan Sidney         | 13 mai 1990 (34 de ani)        | 3  | 0  | Nancy             |  |  |
| 19 | M | Livaye Aliker         |                                | 1  | 0  | Aiglon            |  |  |
| 20 | M | Sébastien Carole      | 2 septembrie 1982 (42 de ani)  | 2  | 0  | liber de contract |  |  |
| 21 | M | Jérémy Mongis         |                                | 0  | 0  | Rivière-Pilote    |  |  |
|    |   |                       |                                |    |    |                   |  |  |
| 5  | A | Patrick Percin        | 18 decembrie 1976 (48 de ani)  | 50 | 15 | Bélimois          |  |  |
| 9  | A | Manuel Mencé          | 12 septembrie 1987 (37 de ani) | 3  | 0  | Rivière-Pilote    |  |  |
| 10 | A | José-Thierry Goron    | 1 aprilie 1977 (47 de ani)     | 36 | 12 | Case-Pilote       |  |  |
| 17 | A | Kévin Parsemain       | 13 februarie 1988 (37 de ani)  | 12 | 3  | Rivière-Pilote    |  |  |